# Ugena (kommunhuvudort)
Ugena är en kommunhuvudort i Spanien.   Den ligger i provinsen Toledo och regionen Kastilien-La Mancha, i den centrala delen av landet, 30 km sydväst om huvudstaden Madrid. Ugena ligger 656 meter över havet och antalet invånare är 2 950.
Terrängen runt Ugena är huvudsakligen platt. Ugena ligger uppe på en höjd. Runt Ugena är det ganska tätbefolkat, med 185 invånare per kvadratkilometer. Närmaste större samhälle är Móstoles, 18,5 km norr om Ugena. Trakten runt Ugena består till största delen av jordbruksmark.